# Paisochelifer utahensis
Espèce
Paisochelifer utahensis est une espèce de pseudoscorpions de la famille des Cheliferidae.

## Distribution
Cette espèce est endémique d'Utah aux États-Unis.

## Description
Le mâle holotype mesure 3,0 mm.

## Étymologie
Son nom d'espèce, composé de utah et du suffixe latin -ensis, « qui vit dans, qui habite », lui a été donné en référence au lieu de sa découverte, l'Utah.

## Publication originale
- Hoff, 1950 : Some North American Cheliferid Pseudoscorpions. American Museum Novitates, no 1448, p. 1-18 (texte intégral).